# 宇田川勝
宇田 川勝（うだがわ まさる、1944年（昭和19年）6月28日 - ）は、日本の経営学者。法政大学名誉教授。専攻は日本経営史。

## 来歴
千葉県生まれ。1968年法政大学経営学部卒業。75年同大学院社会科学研究科経済学専攻博士課程修了。1988年「新興財閥」で法政大学より経済学博士の学位を取得。1972年法政大学経営学部助手、1975年専任講師、77年助教授、1984年教授。1995- 1997年経営学部学部長。2015年定年退職。2023年、瑞宝中綬章受章。

## 著書
- 『昭和史と新興財閥』教育社歴史新書 日本史、1982
- 『新興財閥 日本財閥経営史』日本経済新聞社、1984
- 『日本を牽引したコンツェルン』芙蓉書房出版 シリーズ情熱の日本経営史、2010
- 『財閥経営と企業家活動』森山書店、2013
- 『日本の自動車産業経営史』文眞堂、2013
- 『日産の創業者　鮎川義介』吉川弘文館、2017

### 共編著
- 『日本経営史 江戸時代から21世紀へ』宮本又郎、阿部武司、沢井実、橘川武郎共著 有斐閣、1996
- 『ケースブック日本の企業家活動』法政大学産業情報センター共編 有斐閣、1999
- 『マテリアル日本経営史 江戸期から現在まで』中村青志共編 有斐閣、1999
- 『日本の企業間競争』橘川武郎、新宅純二郎共編 有斐閣、2000
- 『日本の企業家史 ケース・スタディー』法政大学産業情報センター共編 文眞堂、2002
- 『戦後日本の企業家活動 ケース・スタディー』法政大学イノベーション・マネジメント研究センター共編 文眞堂、2004
- 『失敗と再生の経営史』佐々木聡、四宮正親共編 有斐閣、2005
- 『日本の企業家群像 ケース・スタディー』法政大学イノベーション・マネジメント研究センター共編 文眞堂、2008
- 『企業家に学ぶ日本経営史 テーマとケースでとらえよう』生島淳共編 有斐閣ブックス、2011
- 『企業家活動でたどる日本の自動車産業史 日本自動車産業の先駆者に学ぶ』法政大学イノベーション・マネジメント研究センター共監修 四宮正親共編著 白桃書房 法政大学イノベーション・マネジメント研究センター叢書、2012
- 『企業家活動でたどる日本の金融事業史 わが国金融ビジネスの先駆者に学ぶ』法政大学イノベーション・マネジメント研究センター共監修 長谷川直哉共編著 白桃書房 法政大学イノベーション・マネジメント研究センター叢書、2013
- 『ケースブック日本の企業家 近代産業発展の立役者たち』編 有斐閣、2013

## 参考
- [ISBN　978-4-8394-2127-4]
- 『現代日本人名録』2002年